# Хмелівська ділянка
Хме́лівська діля́нка — ботанічна пам'ятка природи місцевого значення в Україні.
У 2010 році увійшла до складу національного природного парку «Дністровський каньйон».

## Розташування
Розташована на південний захід від села Хмелева Чортківського району Тернопільської області, у кварталі 7, виділі 7, Дорогичівського лісництва Бучацького держлісгоспу, в межах лісового урочища «Свершківці», на лівому крутому схилі річки Дністер.

## Пам'ятка
Площа 8,7 га. Хмелівська ділянка оголошена об'єктом природно-заповідного фонду рішенням виконкому Тернопільської обласної ради № 131 від 14 березня 1977 року зі змінами, затвердженими рішенням Тернопільської обласної ради № 238 від 27 квітня 2001 року. Перебуває у віданні Тернопільського обласного управління лісового господарства.

## Характеристика
Під охороною — скельно-степові фітоценози на девонських відкладах. Особливо цінний горицвіт весняний, рідкісний і такий, що перебуває під загрозою зникнення вид рослин на території Тернопільської області.
Місце оселення корисної ентомофауни.
Пам’ятка природи має не тільки ботанічне значення, але й естетичне. У яру по якому стікає Хмелівський струмок знаходиться каскад мальовничих водоспадів, а на вершині згаданого схилу відкривається краєвид на каньйон річки Дністер. 

## Світлини

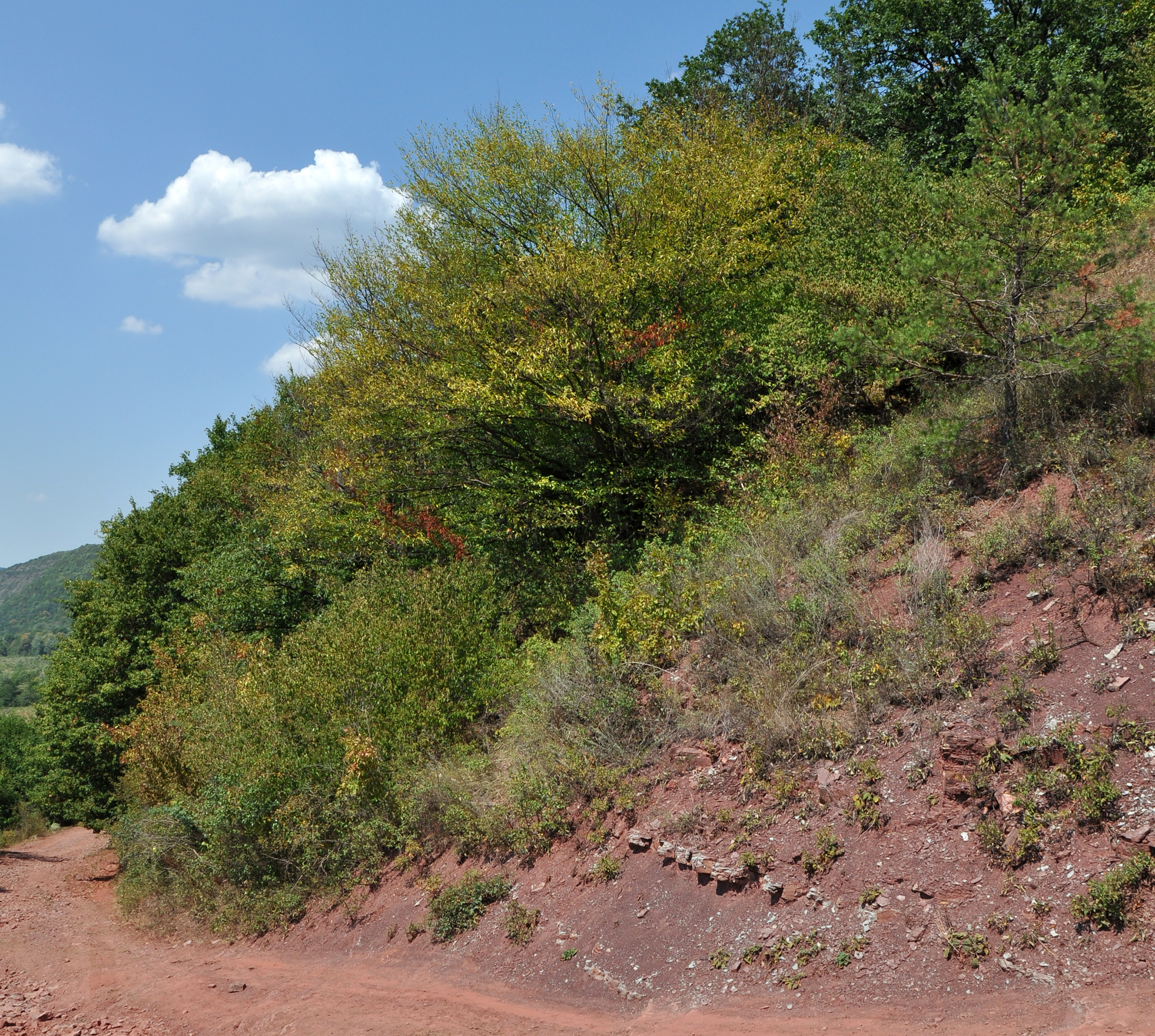
Хмелівська ділянка в її південній частині
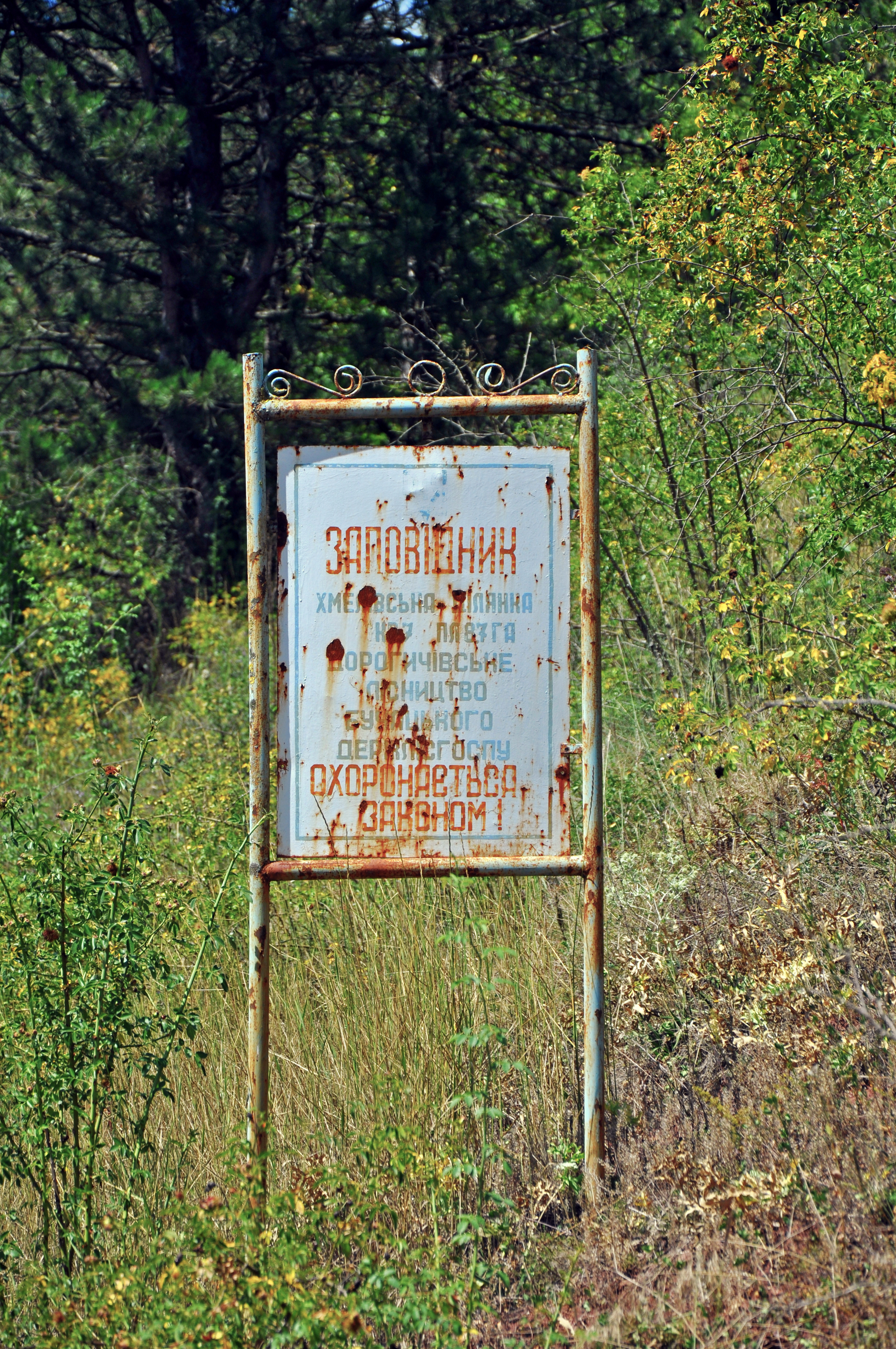
Стара охоронна таблиця